# Villiers-le-Mahieu
Villiers-le-Mahieu település Franciaországban, Yvelines megyében. Lakosainak száma 872 fő (2022. január 1.). Villiers-le-Mahieu Autouillet, Flexanville, Garancières, Goupillières és Thoiry községekkel határos.

## Népesség
A település népessége az elmúlt években az alábbi módon változott:
| Lakosok száma | 695  | 728  | 777  | 794  | 812  | 828  | 840  | 856  | 872  |
|               | 2013 | 2015 | 2016 | 2017 | 2018 | 2019 | 2020 | 2021 | 2022 |